# Gueguês
Os Gueguês são um grupo indígena, anteriormente considerado extinto, que habitava no século XIX as margens do rio Mulato, no estado brasileiro do Piauí, mais precisamente no aldeamento São Gonçalo do Amarante. Foram chamados também de gamelas.Atualmente, buscam reconhecimento  pelo estado do Piauí, havendo  uma comunidade de Gueguês em Uruçuí  e em outros municípios  do estado.